# 天六

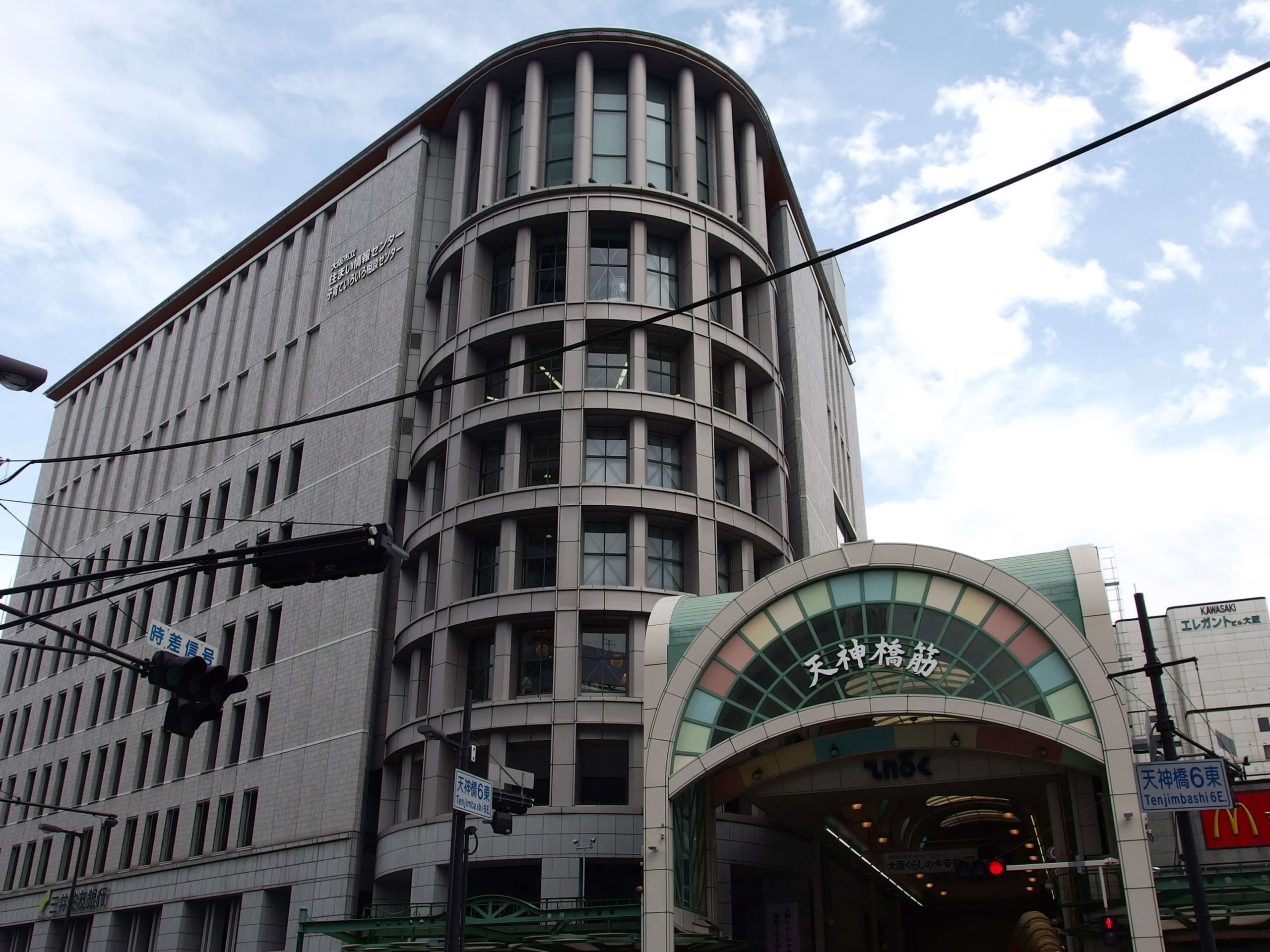
天神橋筋6丁目商店街と大阪市立住まい情報センター

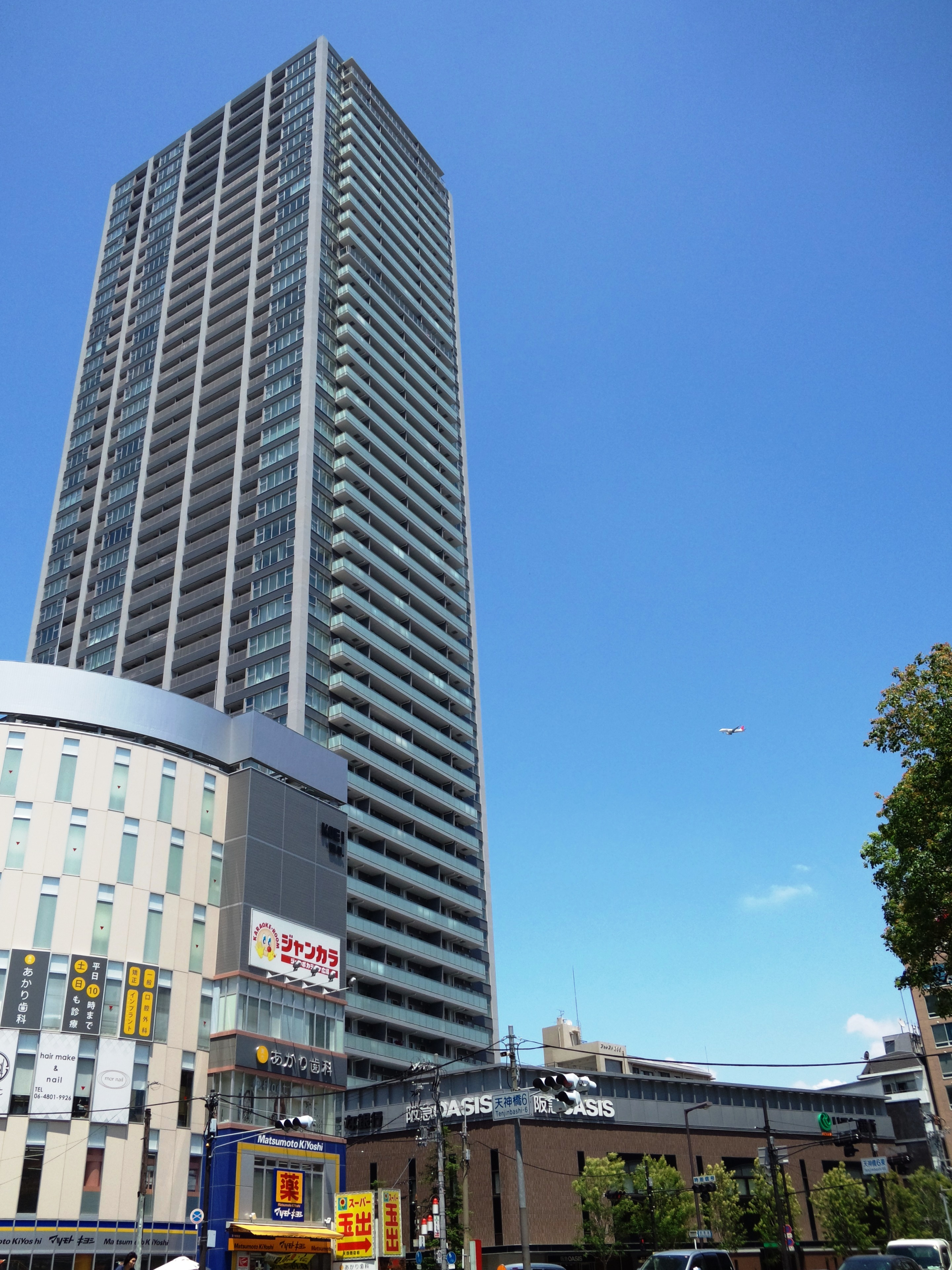
ジオタワー天六

天六（てんろく）は、大阪府大阪市北区天神橋六丁目西部および同七丁目南端部の旧町名である天神橋筋六丁目の略称、または、同所に位置する大阪市高速電気軌道 (Osaka Metro)・阪急電鉄の天神橋筋六丁目駅および同駅周辺の繁華街の通称。

## 概要
天神橋は上本町、谷町、日本橋などと同様に、町名だけでは場所の特定が困難な細長い町で、天神橋筋に沿って南北約3km、一 - 八丁目まであり、丁目数を付けるのが一般的である。なお、旧町名の天神橋筋時代には一 - 九丁目に分かれていた。
天神橋筋という町名は1872年に誕生したが、当初は一 - 四丁目までしかなく、天六付近は大阪市域ではなく西成郡川崎村の一部だった。川崎村は1897年に大阪市に編入され、1900年に天神橋筋五 - 六丁目が成立した。ちなみにその後、西成郡豊崎町が1925年に大阪市に編入され、1927年に天神橋筋七 - 九丁目が成立している。
なかでも天神橋筋六丁目が天六と通称されるまでに至ったのは、大正時代に阪神・大阪市電天神橋筋六丁目駅および新京阪天神橋駅が開業して以来、大阪市街北東部のターミナルとして発展したことによる。
1943年に新設された大淀区との境界変更によって、都島通を境に天神橋筋六丁目は北区と大淀区にまたがる町名となった。1977年に大淀区天神橋筋六丁目が天神橋七丁目、1978年に北区天神橋筋六丁目が天神橋六丁目の現行行政地名に改称された。なお、現在の天神橋六丁目東部は吉山町という町名だった。
大阪市電の結節点かつ私鉄のターミナル駅の立地という、天六とよく似た条件で発展した天王寺区上本町六丁目の略称上六（うえろく）をはじめ、大阪市内では他にも中央区谷町四丁目の略称谷四（たによん）、中央区谷町六丁目の略称谷六（たにろく）、中央区谷町九丁目の略称谷九（たにきゅう）、中央区日本橋一丁目の略称日本一（にっぽんいち）、城東区蒲生四丁目の略称蒲生四（がもよん）などが用いられている。

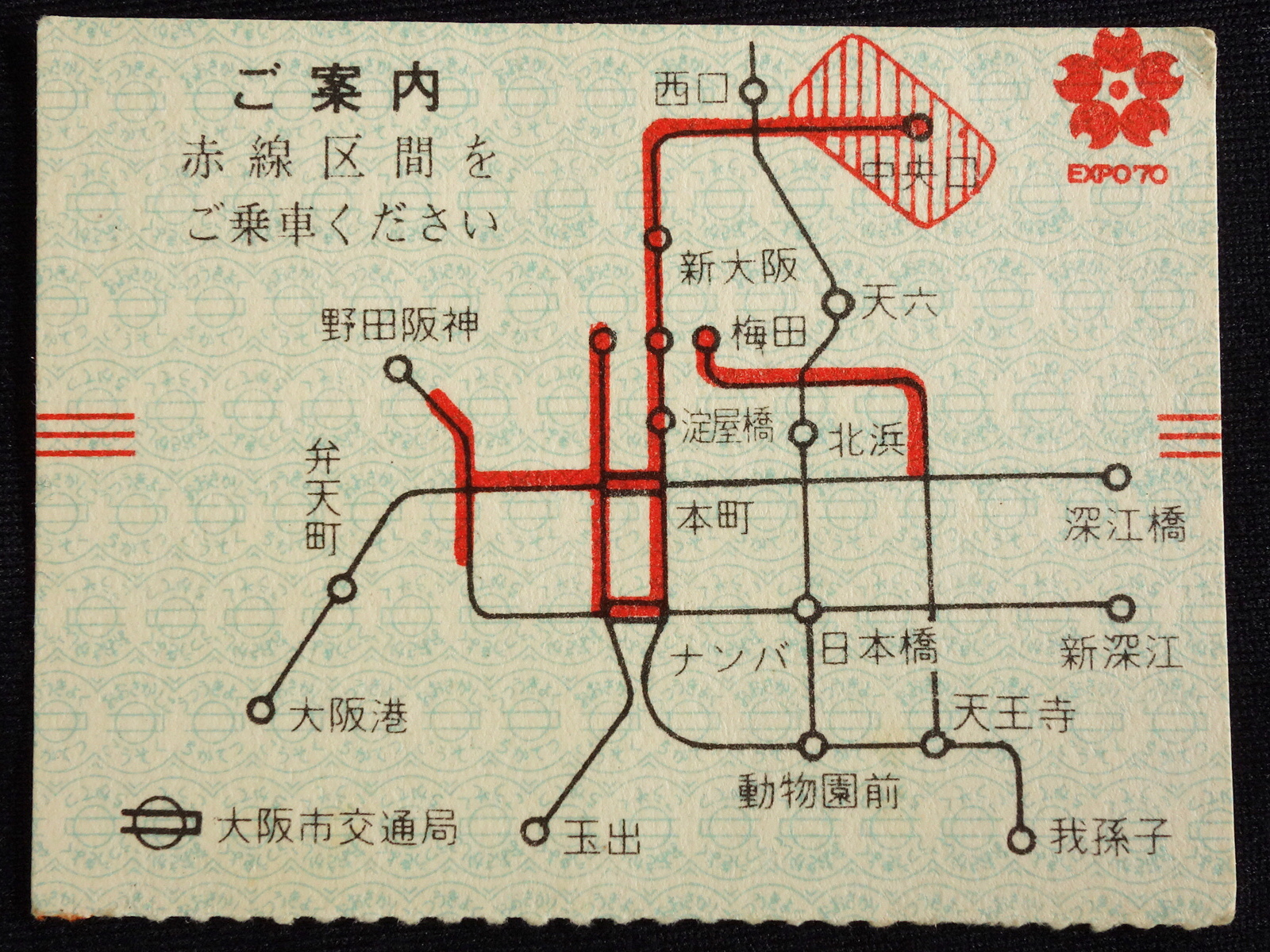
「天六」の表記がある大阪市交通局の乗車券（表面）
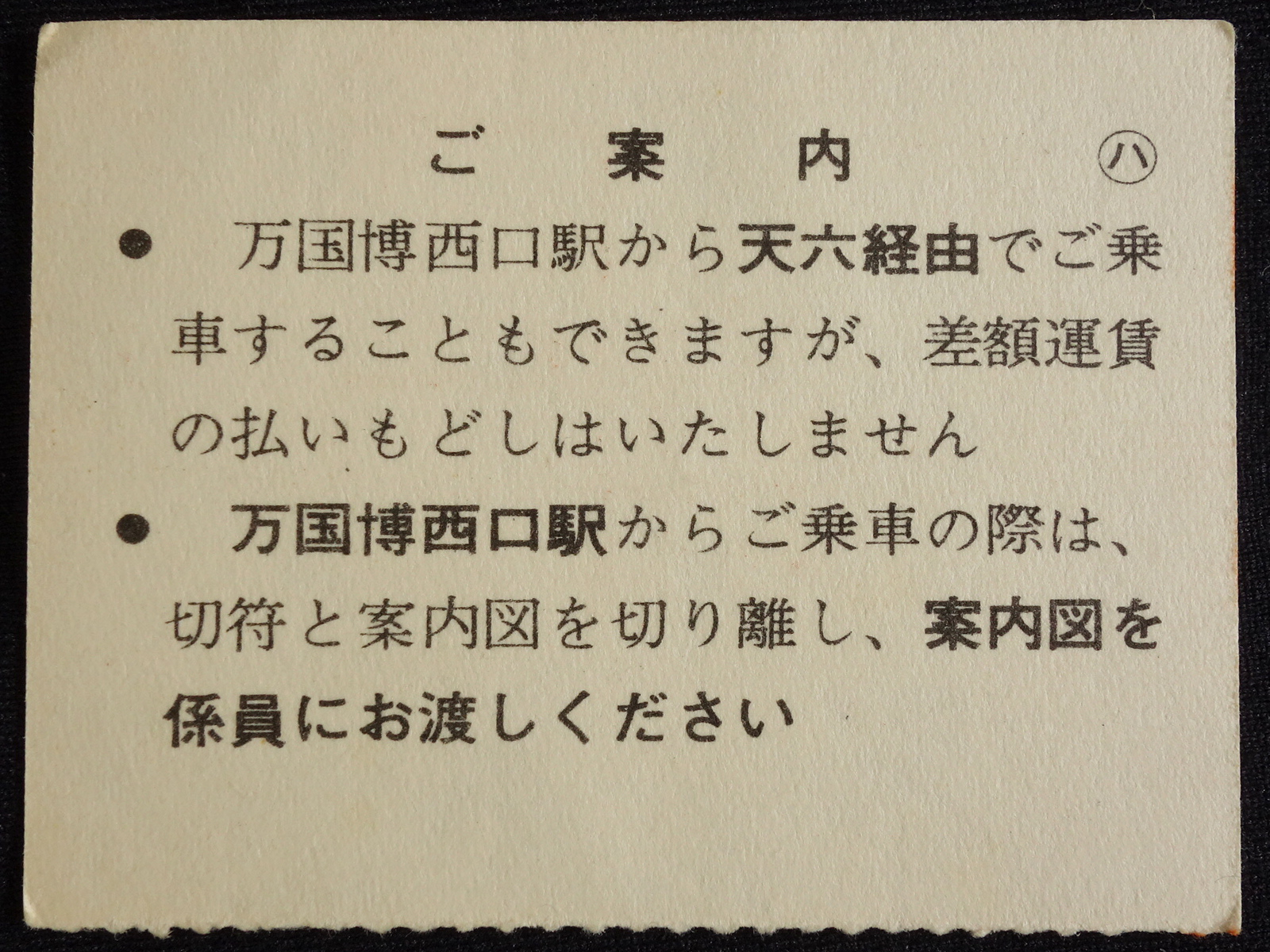
同（裏面）

## 天神橋6交差点

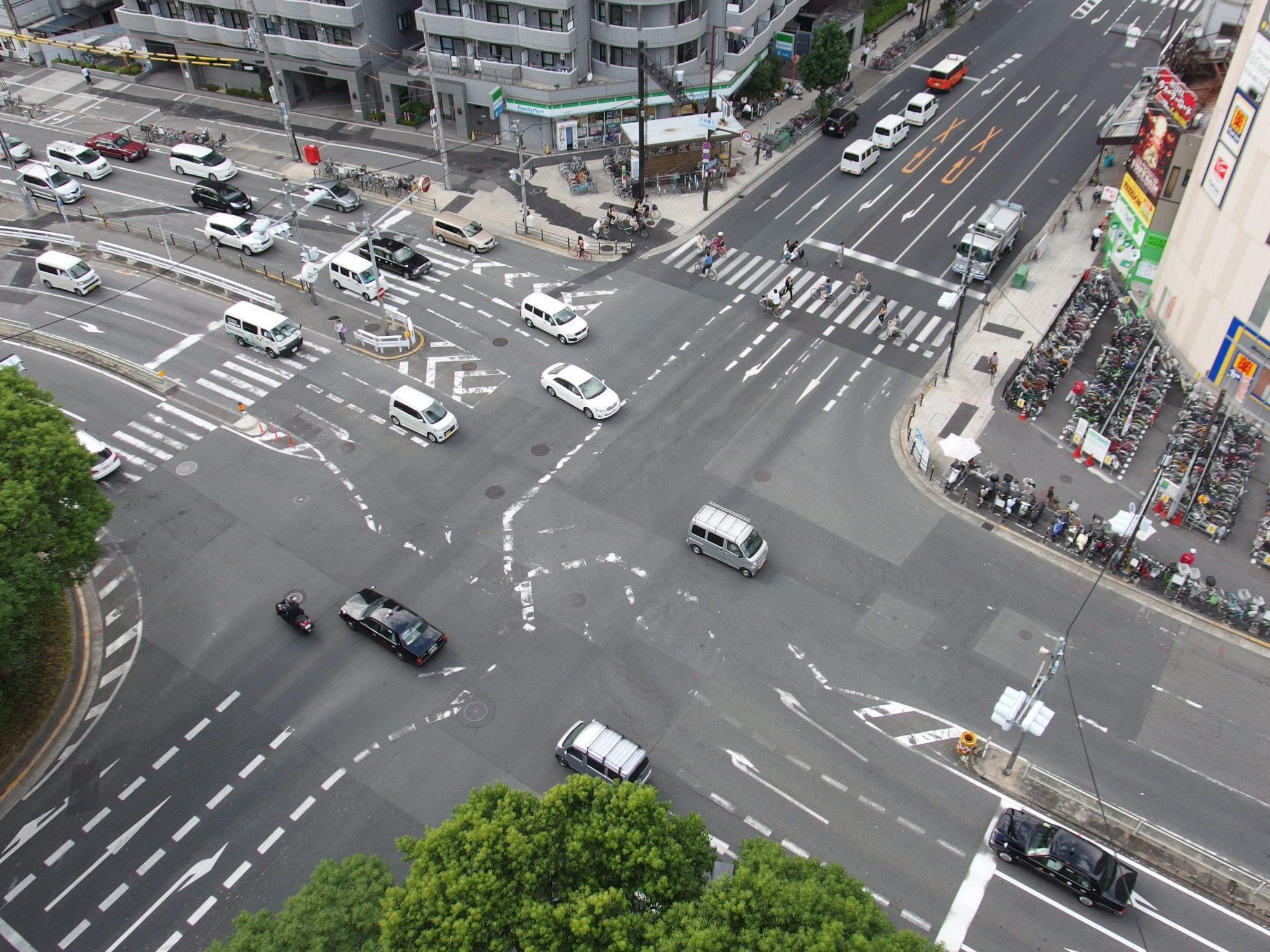
南東角から望む

天神橋筋（大阪府道14号大阪高槻京都線、南森町以南は市道天神橋天王寺線）と都島通（大阪市道大阪環状線）が交差する以外に都市計画道路北野都島線も合流しているので、五叉路である。
このうち北野都島線は、当交差点付近で東行一方通行になっているため、天神橋筋や都島通からの進入はできない。
また、当交差点で北野都島線と都島通の東行が合流する形となっている。このため、北野都島線は右折（天神橋筋南行への進入と都島通西行への進入）ができない。都島通も左折（天神橋筋北行への進入）ができない。
交差点周辺には、大阪シティバス（旧：大阪市営バス）の天神橋六丁目停留所が設置されている。かつては、天六を終起点とする市営バスの系統も存在していた。
1933年に天六交叉点で発生したゴーストップ事件、1970年に都島通地下の地下鉄谷町線延伸工事現場で発生した天六ガス爆発事故で知られる。

### 合流道路
- 天神橋筋（府道14号大阪高槻京都線）
- 都島通（大阪市道大阪環状線）
- 都市計画道路北野都島線（一方通行のため流入のみ）

### ここからの距離
天神橋筋
- 北行き
  - 長柄橋北詰まで1.6km
- 南行き
  - 南森町交差点まで1.5km
  - 天神橋交差点まで2.3km
  - 公園北口交差点まで6.4km

都島通
- 東行き
  - 都島本通交差点まで1.5km
  - 関目五交差点まで3.7km
- 南西行き
  - 大阪駅前交差点まで1.7km

北野都島線
- 西向き
  - 鶴野町北交差点まで0.9km
  - 済生会病院前交差点まで1.4km

## 主な施設
- Osaka Metro谷町線・Osaka Metro堺筋線・阪急千里線 天神橋筋六丁目駅
- 大阪市立住まい情報センター（大阪くらしの今昔館）

過去に存在した停留場
- 大阪市電の天神橋筋六丁目停留場
  - 天神橋西筋線（1913年12月17日 - 1966年4月1日）
  - 梅田善源寺町線（1920年4月17日 - 1969年4月1日）
  - 長柄橋筋線（1927年10月17日 - 1966年4月1日）
- 阪神の天神橋筋六丁目停留場
  - 北大阪線（1914年8月19日 - 1975年5月6日）
- 大阪市営トロリーバスの天神橋筋六丁目停留場
  - 2号線（1系統・2系統[1]）（1960年9月27日 - 1969年10月1日）